# Alfonso Delgado Evers
Alfonso Rogelio Delgado Evers (Rosario, 21 de junio de 1942) es un sacerdote católico argentino, que fue obispo de Santo Tomé y de Posadas, y es el arzobispo emérito de San Juan de Cuyo.

## Biografía
Es hijo de Alfonso Patricio Delgado, contador público, y de Elba Evers, que falleció en Rosario en 2015, a los 97 años de edad. Tiene una hermana melliza y tuvo tres hermanos menores, uno de los cuales es un desaparecido por la última dictadura. Cursó estudios en la Universidad Nacional de Rosario, egresando como agrimensor.
Formaba parte del Opus Dei y a los veintiún años ingresó al seminario,siendo ordenado sacerdote el 23 de junio de 1970 por el nuncio apostólico en España. Poco después se doctoró en teología en la Universidad de Navarra.
Desempeñó diversas tareas como miembro de la Prelatura del Opus Dei en Buenos Aires, Córdoba y en el Paraguay.
El papa Juan Pablo II lo nombró obispo de Santo Tomé el 20 de marzo de 1986. Fue consagrado obispo en la catedral de Buenos Aires por el cardenal Juan Carlos Aramburu.
Fue trasladado a la diócesis de Posadas en el año 1994, y elevado a la dignidad de arzobispo de San Juan en el año 2000.
Ha sido miembro de la Comisión de Ministerios y de la Comisión de Catequesis de la Conferencia Episcopal Argentina, y en la actualidad es miembro de la Comisión de Liturgia. También se ha desempeñado como Comisario Pontificio de su Santidad en el Instituto del Verbo Encarnado de San Rafael, y por su carácter de arzobispo de San Juan es Gran Canciller de la Universidad Católica de Cuyo.